# Biankouma
Biankouma – miasto w Wybrzeżu Kości Słoniowej, w dystrykcie Montagnes, w regionie Tonkpi, w departamencie Biankouma.